# Rubus chamaemorus
Rubus chamaemorus, llamada popularmente mora o zarzamora de los pantanos, es una especie del género Rubus distribuida por la Europa central y septentrional, parte de Norteamérica, Japón, China y Corea. Produce frutos comestibles que se comercializan para elaborar zumos y mermeladas.

## Descripción

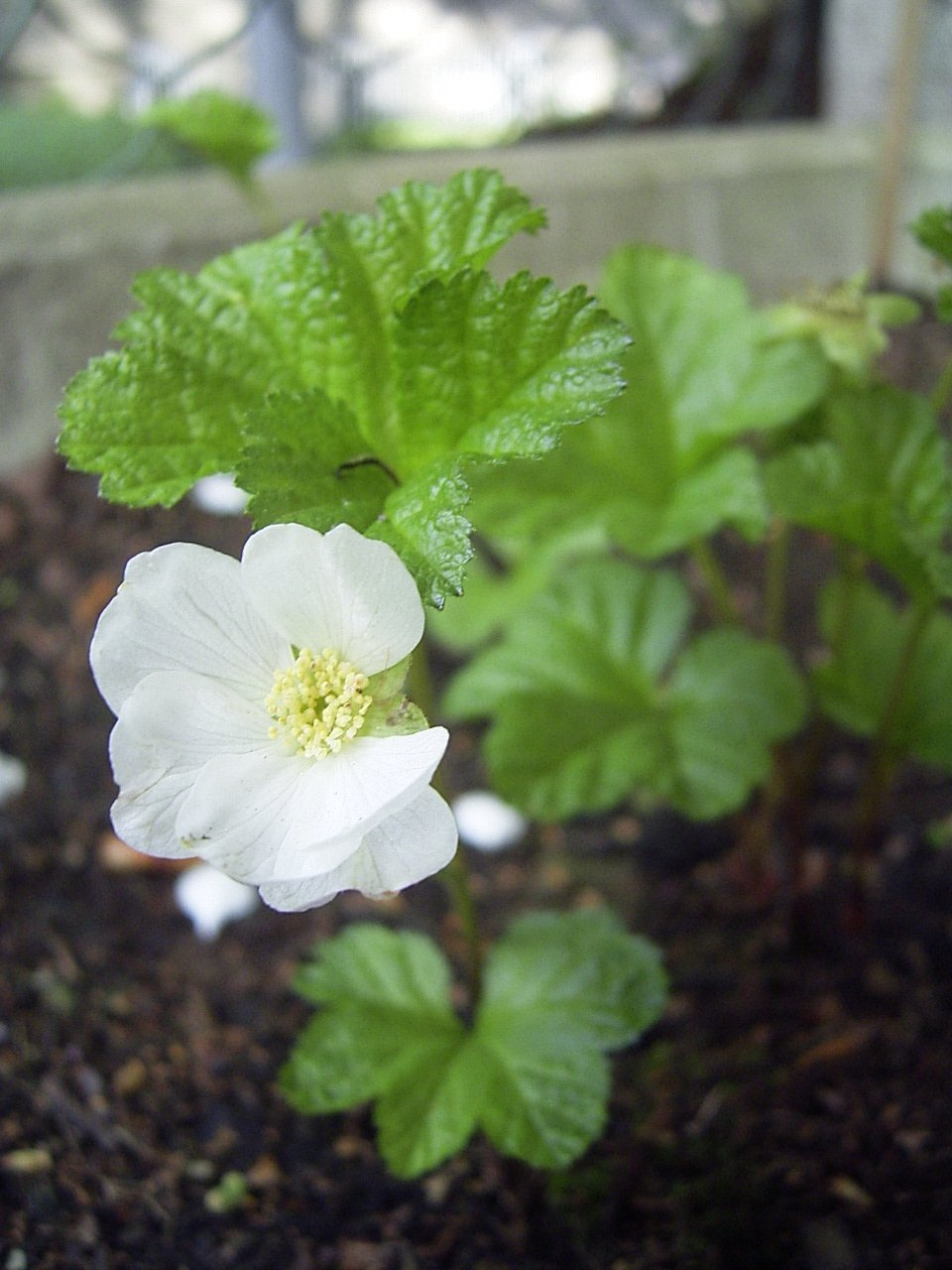
Flor

Es una especie perenne rizomatosa, de hoja caducifolia que alcanza entre 5-30 cm de altura con tallos algo leñosos y erectos. Las hojas son alternas, con 5 a 7 lóbulos suavemente indentadas (parecidas a manos) y márgenes serrados; el envés es pubescente y el haz ligeramente piloso o glabro. Inflorescencia terminal con una sola flor unisexual de 2-3 cm de diámetro, con 4-5 pétalos blancos. El fruto es un eterio (como la mora) subgloboso de 1 cm aproximadamente, de color anaranjado rojizo que se torna marrón amarillento al madurar. Florece de mayo a julio y fructifica entre agosto y septiembre.

## Distribución y hábitat
Se distribuye de modo natural por todo el hemisferio norte desde los 78°N, hasta los 55°N, y tan al sur como los 44°N, principalmente en zonas de montaña. En Europa y Asia, se encuentran en los países nórdicos, en las zonas pantanosas de Gran Bretaña e Irlanda, los países bálticos, a lo largo del norte de Rusia hasta el este, el océano Pacífico. Pequeñas poblaciones se encuentran más al sur, como plantas relícticas, vestigios de la Era glacial; se encuentran en Alemania en los valles de los ríos Weser y Elba, donde se encuentran protegidas por ley. En Norteamérica, la mora de los pantanos se encuentra a lo largo de Canadá y Alaska, y en una minoría de los 48 estados de los Estados Unidos, en el norte de Minnesota, Nuevo Hampshire, Maine, y una pequeña población en Long Island, Nueva York.
Se desarrollan en pantanos, y en prados húmedos, requiriendo exposición soleada y suelos ácidos (entre 3,5 y 5 de pH). La planta de Rubus chamaemorus puede soportar temperaturas por debajo de -40 °C, pero es muy sensible a la sal y a las condiciones de sequía.

## Propagación

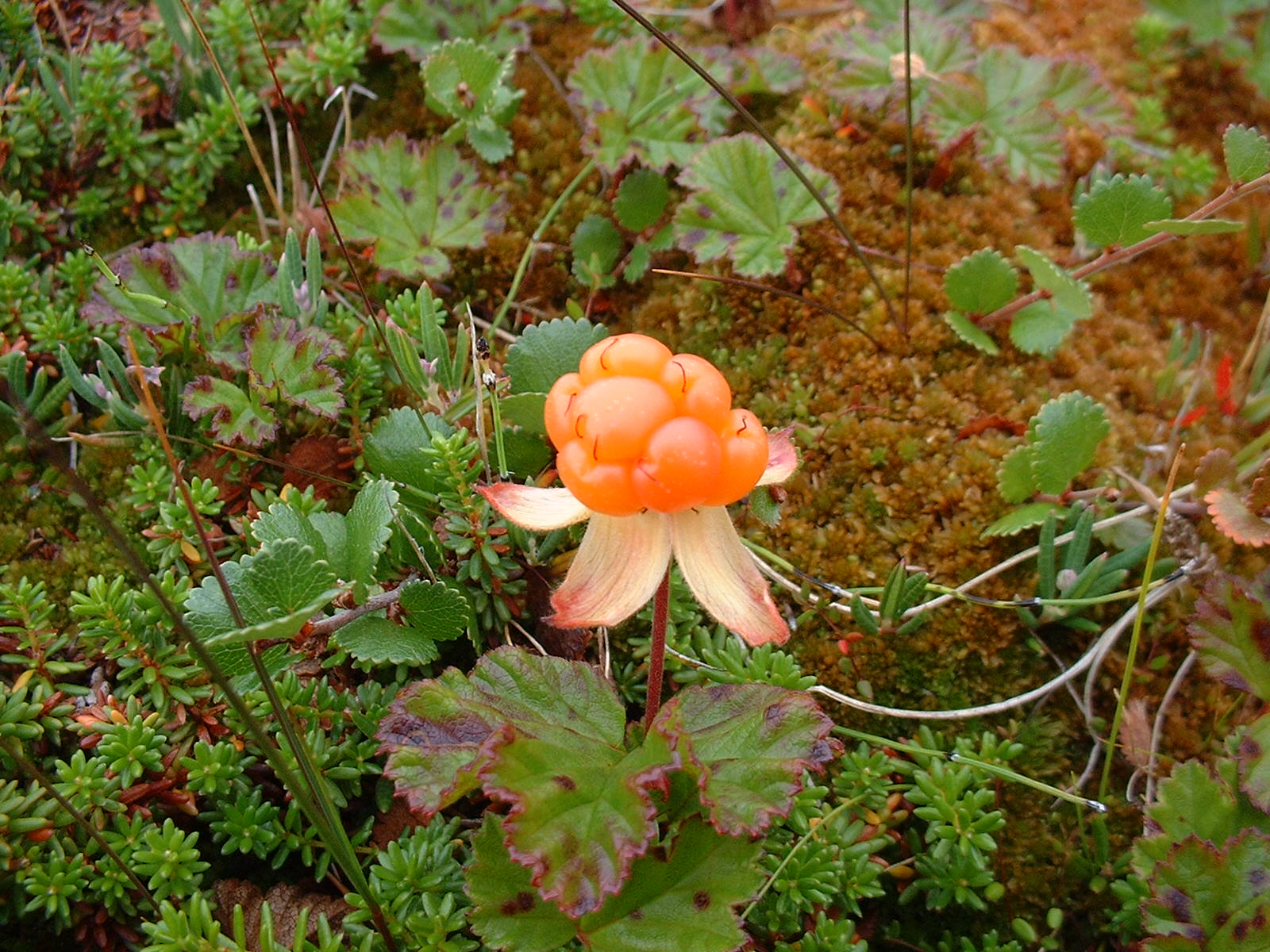
Fruto maduro

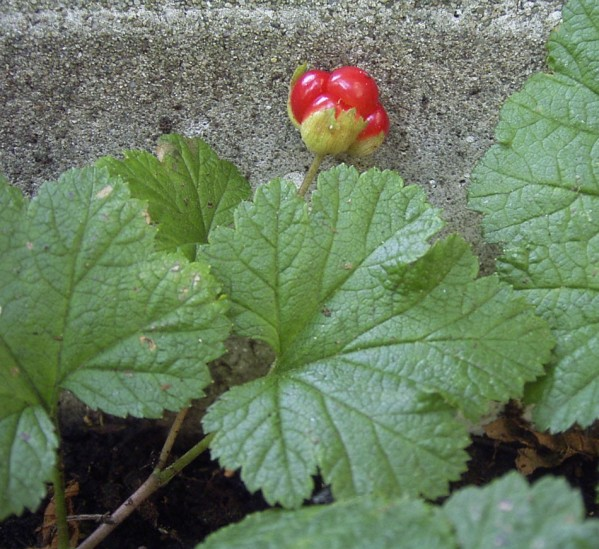
Fruto inmaduro

A diferencia de la mayoría de especies de Rubus, la mora de los pantanos no se autopoliniza. Para su polinización requiere una planta de sexo opuesto. Su distribución por amplias zonas tiene lugar al germinar las semillas indigeribles que han sido transportadas y excretadas con las heces de aves y animales. También se extienden con tallos rizomatosos dando lugar a nuevas plantas.
A pesar de demanda actual de plantas (particularmente en Noruega) esta especie crece, sobre todo, silvestre.
Desde mediados de la década de 1990, sin embargo, R. chamaemorus forma parte del "Proyecto de investigación con Bayas Nórdicas" ("Northberry" Research Project). El gobierno noruego en colaboración con el gobierno finlandés, sueco y socios escoceses, tienen la firme intención de aunar esfuerzos para conseguir mejorar las variedades de plantas y establecer un cultivo comercial de varias bayas silvestres (Noruega importó de 200 - 300 t desde Finlandia). Empezando desde el 2002, a suministrar cultivares seleccionados a los agricultores, tales como "Apolto" (macho), "Fjellgull" (hembra) y "Fjordgull" (hembra). Se puede cultivar en zonas árticas donde pocos cultivos son viables, por ejemplo a lo largo de la costa norte de Noruega.

## Usos
Los frutos maduros son de un color amarillo dorado, blandos y jugosos, siendo ricos en vitamina C. Cuando se consumen frescas las moras de los pantanos dejan un sabor de boca agrio característico. Normalmente se consumen como mermeladas, zumos, tartas o licores. En Finlandia estas bayas se consumen junto con "Leipäjuusto" (un queso local) y mucho azúcar. En Suecia, se utilizan como remate de adorno en los helados. En Canadá, se utilizan para darle sabor a una cerveza especial.
Debido a su gran contenido en vitamina C, las bayas las utilizan tanto los navegantes nórdicos, como los Inuit americanos como protección contra el escorbuto. Su alto contenido en ácido benzoico le proporciona propiedades de conservante.

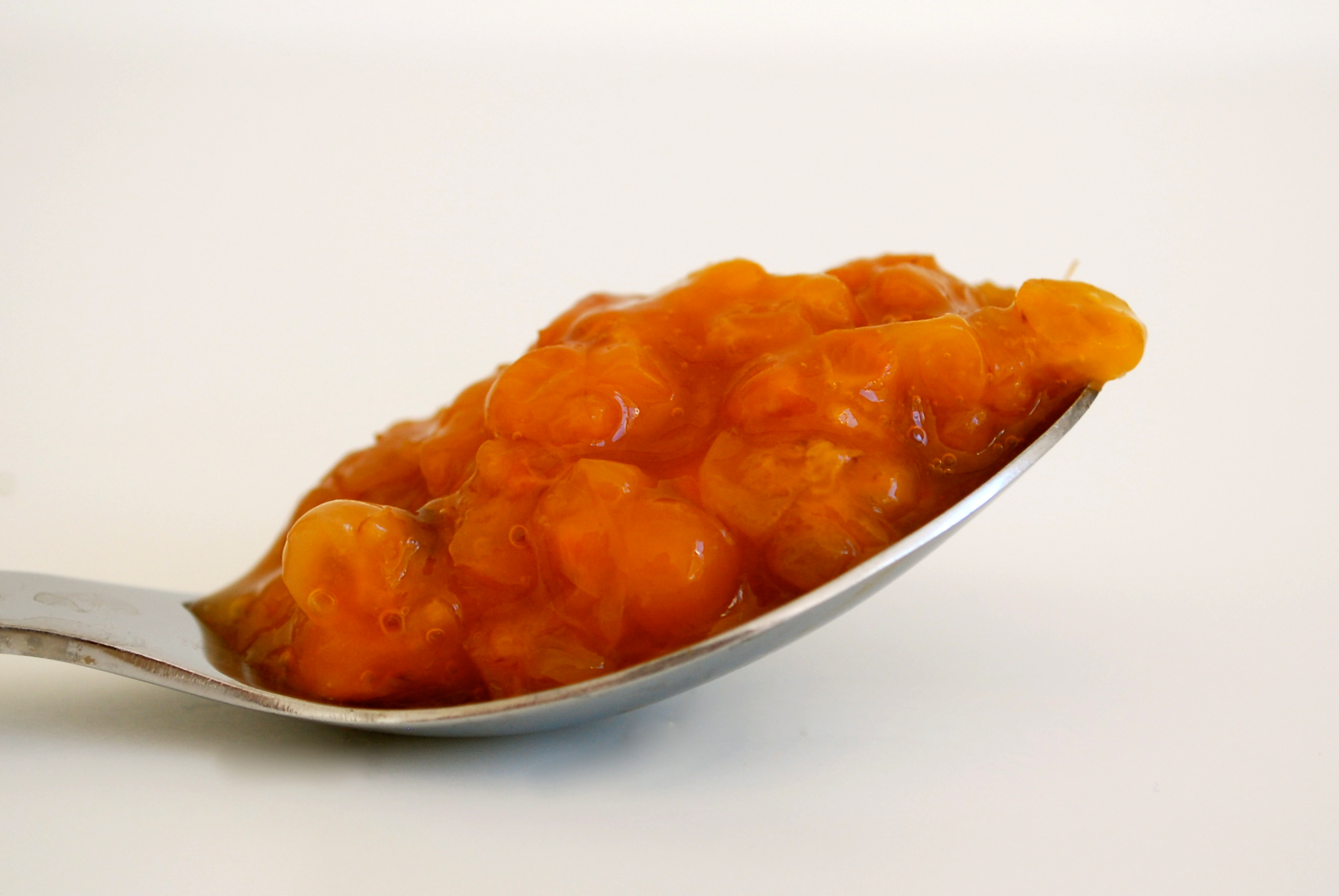
Mermelada casera, muy rica en ácido ascórbico (vitamina C)

El té hecho con sus hojas se utiliza en un antiguo remedio de la medicina escandinava tradicional, para curar las infecciones del tracto urinario.
Principios activos
Rubus chamaemorus contiene ácido cítrico, ácido málico, α-tocoferol, antocianinas y la provitamina A carotenoide, Beta-caroteno en los contenidos que difieren entre las regiones de Finlandia debido a la exposición al sol, la lluvia o la temperatura. Los elagitaninos lambertianin C y sanguiin H 6 también están presentes. Genotipo de variantes de mora de los pantanos también puede afectar a la composición de polifenol, particularmente para elagitaninos, sanguiin H-6, antocianinas y la quercetina.
Extractos de polifenoles de moras tienen propiedades mejoradas de almacenamiento cuando están microencapsulado utilizando maltodextrina DE5-8. El aroma de las moras cuenta con al menos 14 compuestos volátiles, incluyendo la vainillina.

## Patógenos
Las plantas de la mora de los pantanos las utilizan como fuente de alimentación las larvas de algunas especies de Lepidoptera tales como la Mariposa emperador.

## Numismática
Una planta de la mora de los pantanos con sus flores y sus frutos, realizada por un diseñador del Reino Unido, que se encuentra en la moneda de dos euros de Finlandia.

## Taxonomía
Rubus chamaemorus fue descrita por Carlos Linneo y publicado en Species Plantarum 1: 494. 1753.
Etimología
Ver: Rubus
chamaemorus: epíteto  botánico que procede del griego antiguo χαμαί ("al nivel de la tierra, bajo") y del latín morus ("mora"). 
Sinonimia
- Chamaemorus anglica Clus. ex Greene
- Chamaemorus anglicus Greene
- Chamaemorus chamaemorus (L.) House
- Chamaemorus norvegicus Greene
- Chamaemorus norwegica Clus. ex Greene
- Rubus nubis Gray
- Rubus pseudochamaemorus Tolm.
- Rubus yessoicus Kuntze[8]